# Concord Production Inc.
Concord Production Inc. (кит. трад. 協和電影公司) — кинокомпания, основанная в 1972 году в Гонконге (британском) Брюсом Ли и Рэймондом Чоу (50%). Ли отвечал за творческие решения, а Чоу — за администрацию. Golden Harvest отвечала за кинопрокат. Поместье Ли владеет 51% Concord Films, остальные 49% принадлежат Рэймонду Чоу. В библиотеке Concord находятся следующие фильмы: «Путь дракона», «Выход дракона» и «The Game of Death». Рэймонд и поместье Ли согласились договориться о выкупе фиксированной платы. Рэймонд покупает 51% Concord. После смерти Ли Линда Ли Кэдвелл, его жена, продала свою часть Чоу в 1976 году. Concord прекратила своё существование в 1976 году. Рэймонд Чоу продолжил работать в Golden Harvest.

## Фильмы
- «Путь дракона» (1972) с Golden Harvest
- «The Game of Death» (1972 — оригинальная версия) с Golden Harvest; незакончен из-за смерти Брюса Ли
- «Выход дракона» (1973) с Warner Bros.
- «Жизнь и легенда Брюса Ли» (1973) с Golden Harvest